# Forrest Griffin
Forrest Griffin (Columbus, 1º luglio 1979) è un ex lottatore di arti marziali miste statunitense.
È stato campione dei pesi mediomassimi UFC nel 2008, quando vinse il titolo contro Quinton "Rampage" Jackson per poi perderlo contro Rashad Evans.
Ha vinto la prima edizione del reality show The Ultimate Fighter battendo in finale Stephan Bonnar, incontro che viene da molti indicato come il più importante nella storia della UFC in quanto segnò l'inizio dell'ascesa della federazione nel panorama dello sport mondiale e che infatti è stato inserito nel 2013 nella Hall of Fame della promozione (Griffin ha ricevuto tale encomio anche come lottatore nella stessa occasione). Ha fatto anche da allenatore nella settima stagione del reality.

## Biografia
Griffin ha origini irlandesi ed è cresciuto in un sobborgo di Augusta, in Georgia, chiamato Evans. Si è laureato in scienze politiche all'Università della Georgia e durante gli studi ha lavorato nel dipartimento dello sceriffo della Contea di Richmond, impiego che ha poi abbandonato per perseguire una carriera da professionista nelle MMA.
Si è sposato nel 2009 con la sua fidanzata storica, Jamie, che nel 2011 lo ha reso padre di una bambina.
Ha vinto il premio Fight of the Year della rivista Wrestling Observer Newsletter per due volte (nel 2005 contro Bonnar e nel 2008 contro Jackson), una volta quello della rivista Fighting Spirit Magazine (nel 2006 contro Ortiz) e nel 2007 contro Rua il premio Upset of the Year della rivista Triumph United.

## Carriera nelle arti marziali miste

### Inizi
Prima di approdare alla UFC Griffin aveva già affrontato alcuni incontri, perdendo al debutto contro il veterano della federazione Dan Severn e battendo un'altra futura stella, Chael Sonnen. 
Durante il combattimento con Edson Paradeo, vinto per KO, ha riportato la rottura del braccio sinistro nel tentativo di parare un calcio girato al corpo; in conseguenza di ciò presenta un nodulo permanente sull'avambraccio di notevoli dimensioni.

### The Ultimate Fighter
Griffin venne scelto come contendente della prima stagione del reality show The Ultimate Fighter.
In semifinale batté Sam Hoger per KO tecnico e nella finale sconfisse Stephan Bonnar per decisione unanime. Il combattimento è stato dichiarato dallo stesso presidente della federazione Dana White "il più importante nella storia della UFC", dal momento che rese lo sport noto al grande pubblico, ed è stato dichiarato al primo posto tra i cento migliori incontri nel programma UFC Ultimate 100 Greatest Fights.

### UFC
Dopo la vittoria nel reality il debutto arriva ad UFC 53 il 4 giugno 2005 in cui sconfigge per sottomissione Bill Mahood, per poi superare
Elvis Sinosic con un KO tecnico. Il 15 aprile 2006 incontra l'avversario più impegnativo mai presentatogli fino a quel momento in carriera, l'ex campione dei pesi mediomassimi Tito Ortiz, con cui perde per una controversa decisione non unanime.
Successivamente si tenne il rematch con Bonnar, che Griffin vince per decisione unanime dominando tutti e tre i round. In seguito Forrest fu sconfitto ad UFC 66 per KO tecnico al primo round, venendo inquadrato immediatamente dopo il combattimento in lacrime nel suo angolo e disertando inizialmente la tradizionale intervista post-match. Il combattimento successivo lo disputò contro Hector Ramirez a Belfast, nel corso di UFC 72 il 16 giugno 2007, vincendo per decisione unanime.
A UFC 76 combatte contro il vincitore del Pride Middleweight Grand Prix Championship, "Shogun" Mauricio Rua, all'epoca considerato il mediomassimo numero uno al mondo. Griffin vinse al terzo round dopo aver dominato Rua per la maggior parte del combattimento, ma dopo l'incontro fu costretto ad operarsi alla spalla che in seguito divenne un problema cronico.
Durante la finale di The Ultimate Fighter 6 Dana White annunciò non solo che Forrest era diventato il contendente numero uno al titolo dei mediomassimi ma anche che sarebbe diventato allenatore nell'edizione successiva del programma, che lo avrebbe visto contrapposto al team di Quinton "Rampage" Jackson. Tutti i combattenti del team Forrest raggiunsero poi la finale, cioè Jesse Taylor (in seguito squalificato) e Amir Sadollah.

#### Conquista e perdita del titolo dei pesi mediomassimi UFC
Il 5 luglio 2008 affronta Quinton "Rampage" Jackson per il titolo dei pesi mediomassimi: malgrado fosse lo sfavorito al termine di un combattimento molto duro Griffin viene dichiarato vincitore per decisione unanime. Alla prima difesa del titolo, tuttavia, tenutasi a UFC 92 contro l'imbattuto Rashad Evans, Griffin viene sconfitto per KO alla terza ripresa. Durante l'incontro riporta anche la frattura di una mano, che lo tenne fuori dall'ottagono per diversi mesi.

#### Declino, ripresa e ritiro
Dopo l'operazione Griffin tornò in azione contro Anderson Silva a UFC 101 prendendo il posto di Thiago Silva: fu tuttavia sconfitto per KO tecnico dal fuoriclasse brasiliano e riportò la slogatura della mandibola. L'incontro successivo fu altrettanto impegnativo, trattandosi del rematch con Tito Ortiz ad UFC 106: Griffin vinse la durissima contesa dimostrando grandi miglioramenti rispetto al loro primo incontro. In seguito avrebbe dovuto affrontare Antônio Rogério Nogueira, ma a causa di un infortunio alla spalla fu sostituito da Jason Brilz. Griffin combatté invece il match successivo contro l'ex campione dei pesi medi UFC Rich Franklin il 5 febbraio 2011 a UFC 126, vincendo per decisione unanime.
Dopo questa vittoria un altro impegnativo rematch attese Griffin, questa volta contro Shogun Rua a UFC 134 il 27 agosto 2011. Shogun vince l'incontro al primo round per KO tecnico costringendo Forrest ad altri sei mesi fuori dall'ottagono a causa di un infortunio al piede e alla mandibola.
Griffin torna a combattere nel luglio 2012 in una sfida tra vecchie glorie di nuovo contro Tito Ortiz, vincendo l'incontro ai punti. Annuncia il ritiro nel maggio 2013, concludendo la propria carriera con un record personale di 19-7 e di 10-5 in UFC.
Nel luglio 2013, durante l'evento UFC 162: Silva vs. Weidman, il primo incontro tra Griffin e Bonnar viene inserito nella UFC Hall of Fame e anche lo stesso Griffin riceve tale riconoscimento.

## Risultati nelle arti marziali miste
Gli incontri segnati su sfondo grigio si riferiscono ad incontri di esibizione non ufficiali o comunque non validi per essere integrati nel record da professionista.
| Risultato | Record | Avversario            | Metodo                              | Evento                          | Data              | Round | Tempo | Città                      | Note                                                          |
| --------- | ------ | --------------------- | ----------------------------------- | ------------------------------- | ----------------- | ----- | ----- | -------------------------- | ------------------------------------------------------------- |
| Vittoria  | 19-7   | Tito Ortiz            | Decisione (unanime)                 | UFC 148: Silva vs. Sonnen II    | 7 luglio 2012     | 3     | 5:00  | Las Vegas, Stati Uniti     | Fight of the Night                                            |
| Sconfitta | 18–7   | Mauricio Rua          | KO (pugni)                          | UFC 134: Silva vs. Okami        | 27 agosto 2011    | 1     | 1:53  | Rio de Janeiro, Brasile    |                                                               |
| Vittoria  | 18–6   | Rich Franklin         | Decisione (unanime)                 | UFC 126: Silva vs. Belfort      | 5 febbraio 2011   | 3     | 5:00  | Las Vegas, Stati Uniti     |                                                               |
| Vittoria  | 17–6   | Tito Ortiz            | Decisione (non unanime)             | UFC 106: Ortiz vs. Griffin 2    | 21 novembre 2009  | 3     | 5:00  | Las Vegas, Stati Uniti     |                                                               |
| Sconfitta | 16–6   | Anderson Silva        | KO (pugno)                          | UFC 101: Declaration            | 8 agosto 2009     | 1     | 3:23  | Filadelfia, Stati Uniti    | Fight of the Night; Griffin risultò positivo allo Xanax       |
| Sconfitta | 16–5   | Rashad Evans          | KO (pugni)                          | UFC 92: The Ultimate 2008       | 27 dicembre 2008  | 3     | 2:46  | Las Vegas, Stati Uniti     | Perde il titolo dei pesi mediomassimi UFC, Fight of the Night |
| Vittoria  | 16–4   | Quinton Jackson       | Decisione (unanime)                 | UFC 86: Jackson vs. Griffin     | 5 luglio 2008     | 5     | 5:00  | Las Vegas, Stati Uniti     | Vince il titolo dei pesi mediomassimi UFC, Fight of the Night |
| Vittoria  | 15–4   | Mauricio Rua          | Sottomissione (rear naked choke)    | UFC 76: Knockout                | 22 settembre 2007 | 3     | 4:45  | Anaheim, Stati Uniti       | Submission of the Night                                       |
| Vittoria  | 14–4   | Hector Ramirez        | Decisione (unanime)                 | UFC 72: Victory                 | 16 giugno 2007    | 3     | 5:00  | Belfast, Regno Unito       |                                                               |
| Sconfitta | 13–4   | Keith Jardine         | KO Tecnico (pugni)                  | UFC 66: Liddell vs. Ortiz       | 30 dicembre 2006  | 1     | 4:41  | Las Vegas, Stati Uniti     |                                                               |
| Vittoria  | 13–3   | Stephan Bonnar        | Decisione (unanime)                 | UFC 62: Liddell vs. Sobral      | 26 agosto 2006    | 3     | 5:00  | Las Vegas, Stati Uniti     |                                                               |
| Sconfitta | 12–3   | Tito Ortiz            | Decisione (non unanime)             | UFC 59: Reality Check           | 15 aprile 2006    | 3     | 5:00  | Anaheim, Stati Uniti       | Fight of the Night                                            |
| Vittoria  | 12–2   | Elvis Sinosic         | KO Tecnico (pugni)                  | UFC 55: Fury                    | 7 ottobre 2005    | 1     | 3:30  | Uncasville, Stati Uniti    |                                                               |
| Vittoria  | 11–2   | Bill Mahood           | Sottomissione (rear naked choke)    | UFC 53: This Time It's Personal | 4 giugno 2005     | 1     | 2:18  | Atlantic City, Stati Uniti |                                                               |
| Vittoria  | 10–2   | Stephan Bonnar        | Decisione (unanime)                 | The Ultimate Fighter 1 Finale   | 9 aprile 2005     | 3     | 5:00  | Las Vegas, Stati Uniti     | Vince il torneo dei pesi mediomassimi TUF I, debutto in UFC   |
| Vittoria  | NU     | Sam Hoger             | KO Tecnico (colpi)                  | The Ultimate Fighter 1          | 4 aprile 2005     | 2     | 1:05  | Las Vegas, Stati Uniti     | Torneo dei pesi mediomassimi TUF I, Semifinale                |
| Vittoria  | NU     | Alex Schoenauer       | Sottomissione (colpi)               | The Ultimate Fighter 1          | 14 marzo 2005     | 1     | 1:20  | Las Vegas, Stati Uniti     | Torneo dei pesi mediomassimi TUF I, Primo turno               |
| Vittoria  | 9–2    | Edson Paredao         | KO (pugno)                          | Heat FC 2: Evolution            | 18 dicembre 2003  | 1     | 1:04  | Natal, Brasile             | Incontro di pesi massimi                                      |
| Sconfitta | 8–2    | Jeremy Horn           | KO (calcio alla testa)              | IFC: Global Domination          | 6 settembre 2003  | 2     | 3:40  | Denver, Stati Uniti        |                                                               |
| Vittoria  | 8–1    | Chael Sonnen          | Sottomissione (triangolo)           | IFC: Global Domination          | 6 settembre 2003  | 1     | 2:25  | Denver, Stati Uniti        | Incontro di pesi mediomassimi                                 |
| Vittoria  | 7–1    | Ebenezer Fontes Braga | Sottomissione (rear naked choke)    | Heat FC 1: Genesis              | 31 luglio 2003    | 1     | -     | Natal, Brasile             |                                                               |
| Vittoria  | 6–1    | Steve Sayegh          | KO Tecnico (sottomissione ai pugni) | King of the Cage 20: Crossroads | 15 dicembre 2002  | 1     | 1:45  | Bernalillo, Stati Uniti    |                                                               |
| Vittoria  | 5–1    | Travis Fulton         | KO Tecnico (stop medico)            | CC 1: Halloween Heat            | 26 ottobre 2002   | 1     | 5:00  | Atlanta, Stati Uniti       |                                                               |
| Vittoria  | 4–1    | Jeff Monson           | Decisione (unanime)                 | WEFC 1: Bring It On             | 29 giugno 2002    | 4     | 4:00  | Marietta, Stati Uniti      |                                                               |
| Vittoria  | 3–1    | Jason Braswell        | Sottomissione (triangolo)           | ISCF: Battle at the Brewery     | 12 aprile 2002    | 1     | 2:26  | Atlanta, Stati Uniti       |                                                               |
| Vittoria  | 2–1    | Jason Braswell        | Decisione (non unanime)             | RSF 7: Animal Instinct          | 26 gennaio 2002   | 3     | 4:00  | Lakeland, Stati Uniti      |                                                               |
| Vittoria  | 1–1    | Wiehan Lesh           | Sottomissione (rear naked choke)    | Pride and Honor                 | 24 novembre 2001  | 1     | -     | Sudafrica                  |                                                               |
| Sconfitta | 0–1    | Dan Severn            | Decisione (unanime)                 | RSF 5: New Blood Conflict       | 27 ottobre 2001   | 3     | 4:00  | Augusta, Stati Uniti       | Per il titolo dei pesi massimi RSF                            |

## Filmografia
- Law & Order - Unità vittime speciali (Law & Order: Special Victims Unit) – serie TV, episodio 9x08 (2007)
- 13 - Se perdi muori (13), regia di Géla Babluani (2010)